# Црква Светог великомученика Георгија у Стогу
Црква Светог великомученика Георгија у Стогу је православна једнобродна црква која се налази у селу Хрге у општини Завидовићи. Црква је посвећена Светом Геогргију у недјељу 6. маја (Ђурђевдан) 1928. године.

## Историја
Темељи за цркву су освећени у недјељу уочи Илиндана 24. августа 1926. године. Земљиште за градњу цркве поклониле су хршке породице Лазић и Савић, па се зато црква понекад назива и Хршка црква у Стогу. Црква се налази у долини на десној обали ријеке Криваје, изнад жељезничке пруге и жељезничке странице Стог, на деветнаестом километру релације Завидовићи–Олово–Кусаче.
На освјећењу храма кум је био Илија Голијанин из села Жеравица код Олова. Освјећењем је сједиште хршке парохије пребачено из Вуковина у цркву Светог Георгија. Парохија је обухватала бројна села дуж десне обале ријеке Криваје, села са обе стране ријеке Свињашнице до брда Подсјелово, па је у сливи ријеке Спрече, поред Лозне, обухватала села на сјевероистоку и завршавала се у Српској Ораховици.
У последњем рату војска муслиманско-хрватске федерације је 10. септембра 1995. године окупирала Возућу и сва српска села у долини Криваје, као и јужни део Озрена. Протерано је становништво са вековних огњишта а црква у Стогу је срушена. Обновљена је током 2008/09. године, а освештана 2009. године.

## Хршки пароси
У хршкој парохији, а уједно и у цркви Светог Геогргија у Стогу, службовали су сљедеће свештеници:
1. Јован Гузина, службовао од 1919. до 1948;
2. Милош Минић, парох завидовићки опслуживао парохију од 1948. до 1952;
3. Владимир Лазаревић, службовао од 1952. до 1972;
4. Милојко Топаловић и Мирослав Дринчић, пароси зенички опслуживали парохију од 1972. до 1973;
5. Голуб Митровић, службовао од 1973. до 1991;
6. Милорад Милидраг, службовао од 1991. до 1994.